# Гвоздово (Смоленский район)
Гвоздово — опустевшая деревня в Смоленском районе Смоленской области России.

## География
Находилась в 1 версте к северо-востоку от современной деревни Раздорово.

## История
В справочнике 1978 года деревня ещё отмечена, как существующая.
В 1993 году деревня уже считалась, как прекратившая существование деревня Пригорского сельсовета Смоленского района.

## Инфраструктура
Было личное подсобное хозяйство

## Транспорт
Просёлочная дорога